# Герода (Тюрингія)
Герода (нім. Geroda) — громада в Німеччині, розташована в землі Тюрингія. Входить до складу району Заале-Орла. Складова частина об'єднання громад Триптіс.
Площа — 6,10 км2. Населення становить 232 ос. (станом на 31 грудня 2021).